# Nebo Center
Nebo Center – osada (census-designated place) w stanie Kalifornia, w środkowej części hrabstwa San Bernardino. Liczba mieszkańców 1 174 (2000).

## Położenie
Osada położona jest w odległości ok. 270 km na północny wschód od Los Angeles i ok. 115 km na północ od stolicy hrabstwa, miasta San Bernardino. Położona jest na pustyni Mojave ok. 10 km na wschód od miasta Barstow.